# أصيل (فلم)
أصيل فيلم قصير سعودي، تدور أحداث الفيلم حول أب (فؤاد بخش) وابن (خالد الحربي) فاقد للبصر يستعرض من خلالها حياة الأب الذي جعل حياته كلها من أجل خدمة ابنه، شارك الفيلم في مهرجان أبوظبي السينمائي، مهرجان مسقط السينمائي.

## روابط خارجية
- مقالات تستعمل روابط فنية بلا صلة مع ويكي بيانات